# S/2004 S 3
S/2004 S 3 est la désignation provisoire d'un possible satellite naturel de Saturne découvert en 2004.

## Découverte
S/2004 S 3 a été découvert par Carl Murray, de l'équipe d'imagerie de la mission Cassini-Huygens, sur des images prises le 21 juin 2004 par la sonde Cassini . Des tentatives d'observations ultérieures ont conduit par ailleurs à la découverte de S/2004 S 4, qui semble finalement être un objet distinct.
L'existence du satellite — si c'en est un — n'a pas pour l'instant été confirmée et il conserve donc sa désignation temporaire.

## Caractéristiques
Peu de choses sont connues sur S/2004 S 3. Comme les satellites voisins S/2004 S 4 et S/2004 S 6, il semble orbiter dans le voisinage de l'anneau F dont il pourrait être alors un satellite berger. Sa période orbitale approximative serait de 0,624 jours et son demi-grand axe environ 141 000 km. Il est possible qu'il ne s'agisse que d'un agglomérat temporaire de matière provenant de l'anneau F, dispersé par la suite par les forces de marée de Saturne.